# موسیقی قبطی
موسیقی قبطی، موسیقی است که در کلیسای ارتدوکس قبطی (کلیسای مصر) خوانده و پخش می‌شود. این موسیقی بیشتر از سرودهای دینی با ضرب‌آهنگ سازهایی مانند سنج (اندازه دستی و بزرگ) و مثلث تشکیل می‌شود. موسیقی قبطی کاملاً دینی است.
سرودخوانی قبطی یک آیین بسیار قدیمی است، که گمان می‌رود با مراسم دینی باستانی اورشلیم یا سوریه ارتباط دارد، در عین حال برخی از ملودی‌ها از شیوه‌های خاکسپاری مصر باستان و سایر آداب و آیین‌های مصری گرفته شده‌است. نسخه‌های خطی تنها از موسیقی معاصر باقی مانده، و در مورد آیین‌های قدیمی اطلاعات کمی در دست است. تا پیش از این کتابهای دینی معاصر، موسیقی به صورت شفاهی منتقل می‌شد. در سرودخوانی نوین، از انواع ملودی‌هایی که اجازه بداهه به خوانندگان را می‌دهد، استفاده گسترده‌ای می‌شود.
سازهای کوبه‌ای که در کلیسای قبطی استفاده می‌شود، در میان مراسم دینی مسیحیان غیر معمول به‌شمار می‌رود. از آنجا که سازهای مشابه در نقاشی‌های دیواری و نگارینه‌های برجسته مصر باستان دیده می‌شود، برخی معتقدند که اینها ممکن است بازمانده آیینی بسیار کهنه باشد.
مشهورترین کنتور موسیقی نوین قبطی، کانتور فقید میخائیل گیرگیس ال باتانونی است که ضبط‌های وی به حفظ و پایداری بسیاری از سرودهای کهن در حال از بین رفتن کمک کرده‌است.

## بزرگان امروزین مربوط به موسیقی قبطی
- میخائیل گیرگیس ال باتانونی
- ایلونا بورسای
- عادل کامل
- راغب مفتاح
- ارنست نیولنداسمیت
- مارگیت توت
- فؤاد اسد آتیا
- ابراهیم ایاد
- نبیلا آریان
- جورج کیریلوس
- اشرف سدراک - سیدنی، استرالیا
- آبانوب غبریال[۱]